# Zona arqueológica de Mixcoac
Mixcoac (del náhuatl: Mixcoatl ‘ víbora en la nube’) Es una zona arqueológica perteneciente a la cultura mexica. Se encontraba a orillas del Lago de Texcoco y en su última etapa estaba sometida al poderío de Tenochtitlan. Con la llegada de los conquistadores españoles, el asentamiento fue prácticamente destruido hasta sus cimientos, los cuales son lo único que sobrevive de la arquitectura del lugar y puede apreciarse hoy en día en lo que hoy es la San Pedro de los Pinos, en la esquina de la avenida San Antonio y Periférico.
El nombre de Mixcoac, víbora en la nube podría entenderse como una representación de la serpiente celeste o Vía Láctea. La ocupación de esta zona arqueológica se estima que ocurrió desde el 900 a. C. al 1521 d. C.

## Historia
El sitio fue ocupado y construido por los mexicas poco antes de 1521. Así lo demuestra la estética y el estilo de la alfarería y la arquitectura de los edificios. El adoratorio de Mixcoatl es un edificio de forma piramidal al que se agregó otro, construido con pisos y muros de cemento y tepetate. Los espacios entre los dos edificios, como era común en la época y siguiendo el ejemplo de Tenayuca, fueron rellenados con piedras, barro y restos del primer edificio. En el sitio sobreviven los cimientos de un segundo edificio que tenía en la parte superior 15 cuartos, la mayoría con pisos. En el lado sur también se localizaron varios muros. En la parte noreste se encontró una serie de cuartos de adobe.
El sitio de Mixcoac, pertenecía al altépetl de Coyohuacan cuando la zona lacustre era territorio de los tepanecas de Azcapotzalco, mucho tiempo antes del arribo de los mexicas al Anáhuac.
Mixcoac tuvo una ubicación privilegiada, ya que se encontraba cerca del gran lago, así como de los ríos y arroyos que descendían de la zona montañosa localizada al oeste (el actual barrio de Santa Fe). En sus alrededores se construyeron numerosas aldeas agrícolas. Se piensa que el lugar era frecuentado por músicos y danzantes del valle de México y que se celebraba una fiesta muy popular entre que recibía las vistas de los habitantes de Tenochtitlan, Tlatelolco y otros pueblos cercanos. En el marco de estas festividades, se realizaban excursiones de caza desde este sitio hasta los alrededores del cerro de Zacatepec, antes de iniciarse la cacería los participantes debían pasar por el adoratorio de Mixcoatl.
Las muestras de cerámicas de la zona están estilísticamente emparentadas con los otros sitios contemporáneos de la cultura de Mesoamérica como Zacatenco, El Arbolillo y Ticomán. También existen magníficos ejemplos de floreros y cajetes con clara influencia teotihuacana.
El sitio no estaba abierto al público, sin embargo, en agosto de 2019, el INAH informó que la zona ya puede ser visitada, el acceso es gratuito.